# Myrmecomelix pulcher
Myrmecomelix pulcher är en spindelart som först beskrevs av Alfred Frank Millidge 1991.  Myrmecomelix pulcher ingår i släktet Myrmecomelix och familjen täckvävarspindlar. Inga underarter finns listade i Catalogue of Life.